# جون رافائيل هاغان
جون رافائيل هاغان (بالإنجليزية: John Raphael Hagan)‏ هو كاهن كاثوليكي أمريكي، ولد في 26 فبراير 1890 في بيتسبرغ في الولايات المتحدة، وتوفي في 28 سبتمبر 1946 في كليفلاند في الولايات المتحدة.